# Bobby Carpenter
Robert J. Carpenter III (nascido em 1 de agosto, 1983, em Lancaster, Ohio, EUA) é um jogador de futebol americano da National Football League que atua pelo Dallas Cowboys na posição de linebacker. Jogou futebol americano universitário pela Universidade do Estado de Ohio e foi escolhido na primeira rodada do Draft de 2006 da NFL.